# Normerat rum
Normerat rum är ett matematiskt begrepp inom linjär algebra och  topologi.
Ett normerat rum är inom matematiken ett vektorrum på vilket det finns definierat en norm. Varje normerat rum är även ett metriskt rum, däremot är omvändningen inte sann, det finns metriska vektorrum vars metrik inte ges av en norm.
Ett seminormerat rum är ett vektorrum med en definierad seminorm.
Likartat är alla inre produktrum normerade rum, men alla normerade rum är inte inre produktrum. Dock, om normen uppfyller parallellogramlagen så kan man definiera en inre produkt via polarisationsidentiteten och göra det normerade rummet till ett inre produktrum.